# Sub-Terrania
Sub-Terrania è un videogioco sparatutto multidirezionale sviluppato dalla Zyrinx e pubblicato dalla Scavenger. Il gioco è stato pubblicato in America settentrionale nel 1993 e in Europa nel 1994 per Sega Mega Drive.

## Trama
Una razza aliena sconosciuta ha attaccato una colonia mineraria sotterranea. Un pilota solitario riceve l'incarico di sconfiggere gli alieni e salvare i minatori intrappolati, utilizzando un prototipo di navicella spaziale da combattimento.

## Modalità di gioco
Il gioco si svolge in un ambiente sotterraneo a scorrimento laterale. I controlli sono basati sul gioco classico per computer Thrust, in cui si ruota la navicella con le frecce direzionali e si accelera in avanti premendo il pulsante B. La gravità trascina la navicella del giocatore verso il basso, permettendogli di risparmiare carburante nelle discese.
Per completare ciascuno dei 10 livelli del gioco, il giocatore deve portare a termine vari obiettivi della missione, che vengono segnalati prima dell'inizio del livello (ad eccezione degli ultimi tre livelli). La maggior parte delle missioni prevede il soccorso dei prigionieri, la raccolta di sotto moduli (per permettere alla navicella di andare sott'acqua) e la sconfitta di boss alieni. Per rendere il gioco più difficile, la navicella spaziale ha un serbatoio limitato, che deve essere costantemente riempito raccogliendo barili di carburante, sparsi in giro per i livelli.
Ci sono altri elementi che rendono più semplice al giocatore arrivare alla fine senza finire il carburante: le rotaie minerarie sono sospese in giro per alcuni livelli e possono essere utilizzate con la navicella, riducendo a zero il consumo di carburante e permettendo anche di sparare contemporaneamente. Ci sono anche contenitori di missili e potenziamenti per lo scudo e un "Mega" attacco che viene scagliato all'inizio di ogni raffica di fuoco e viene ricaricato lentamente.

## Critica
Sub-Terrania  venne accolto con recensioni generalmente positive. Nella sua recensione GamePro lo valutò 98/100 come "uno dei migliori giochi dell'anno", evidenziandone l'idea originale, il comparto grafico e le animazioni.
Electronic Gaming Monthly gli diede 7/10, lodandone la grande originalità e la colonna sonora.
Mega Magazine lo mise al numero 16 nella loro classifica dei migliori giochi per Mega Drive di tutti i tempi.
Mega Console n°4 maggio 1994 diede 90/100. Edge UK 8 maggio gli attribuì 90/100. Mean Machines Sega n19 UK diede 91/100.